# Arthroleptis reichei
Arthroleptis reichei és una espècie de granota que viu a Malawi i Tanzània.
Està amenaçada d'extinció per la pèrdua del seu hàbitat natural.